# Ninh Đa
Ninh Đa là một phường cũ thuộc thị xã Ninh Hòa, tỉnh Khánh Hòa, Việt Nam.
Hiện nay, phường Ninh Đa là nơi được người dân địa phương chọn để canh tác nông nghiệp và nuôi trồng thủy sản.

## Địa lý

### Vị trí địa lý
Vị trí địa lý phường Ninh Đa được xác định ở tọa độ 12°30′21″B, 109°10′2″Đ, với:
- Phía đông giáp núi Hòn Hèo.
- Phía tây giáp phường Ninh Hiệp và xã Ninh Đông.
- Phía nam giáp xã Ninh Phú và phường Ninh Giang.
- Phía bắc giáp xã Ninh An và xã Ninh Thọ.

Phường Ninh Đa có 10 tổ dân phố: Phước Đa 1, Phước Đa 2, Phước Đa 3, Vạn Thiện, Hà Thanh 1, Hà Thanh 2, Phước Sơn, Tân Kiều, Phú Diêm và Mỹ Lệ.

### Địa hình
Phường Ninh Đa có địa hình nấc thang từ trên xuống với độ thấp dần từ Tây sang Đông, từ Bắc xuống Nam với 4 dạng: vùng núi cao, gò cao, trũng và địa hình bằng. Địa hình đồng bằng xen núi thấp và bị chia cắt nhỏ bởi các con sông.
Phường Ninh Đa còn nằm trong vùng có độ cao trung bình so với mặt nước biển. Địa mạo được chia thành 2 dạng: Địa hình thấp phù hợp cho phát triển nông nghiệp và nuôi trồng thủy sản; địa hình núi cao với độ dốc 15° nằm về phía Đông của phường.
Do nằm cuối nguồn của đập sông Cái, hồ chứa nước Đá Bàn và đập thủy điện Ea Krong Rou nên phường Ninh Đa thường xuyên bị ngập úng vào mùa mưa và thiếu nước vào mùa nắng.

### Khí hậu
Đặc trưng khí hậu phường Ninh Đa là nhiệt đới gió mùa và đồng thời chịu ảnh hưởng của khí hậu đại dương nên quanh năm tương đối ôn hòa, mùa đông không rét buốt với nhiệt độ trung bình hàng năm khoảng 27 °C, độ ẩm bình quân hàng năm là 75%.
Thời tiết mưa rải không đều, hàng năm mưa nhiều vào tháng 10, tháng 11, thường gây lũ lớn nhưng ít khi có bão. Lượng mưa trung bình hàng năm là 1.350 mm. Mùa khô nắng nhiều, gió Tây Nam thổi mạnh dễ gây hạn hán gắt. Nhiệt lượng ánh sáng khoảng 2.482 giờ nắng trong năm, tổng nhiệt lượng bình quân trong năm 9.500 °C.

## Dân cư
Miếu Cổ (tục danh là Miếu Chuột) tọa tại tổ dân phố Phước Đa 2 có ghi lại nguồn gốc dân cư phường Ninh Đa:
Dân cư ở phường Ninh Đa được phát triển từ những cộng đồng dân cư đầu tiên khi các Chúa Nguyễn đi mở mang bờ cõi. Người dân phường Ninh Đa chủ yếu là dân tộc Kinh với tín ngưỡng dân gian truyền thống là thờ cúng ông bà tổ tiên.
Dân cư phường Ninh Đa đa số là người dân đã định cư lâu đời tại địa phương. Năm 2020, toàn phường Ninh Đa có 2.573 hộ dân, với 11.137 nhân khẩu, mật độ dân số đạt 827 người/km². Số người trong độ tuổi lao động khoảng 6.500 người, trong đó lao động nông nghiệp chiếm đa số với khoảng 2.600 người; lao động tiểu thủ công nghiệp khoảng 500 người; còn lại là lao động công nghiệp, dịch vụ và các ngành nghề khác.
Phường Ninh Đa có tổng diện tích tự nhiên khoảng 13,47 km² với hơn 10 km² được sử dụng phần lớn cho mục đích về nông nghiệp.
Năm 2010, theo thông kê phường Ninh Đa có 350 người theo đạo Phật, 90 người theo Đạo Thiên chúa.

## Lịch sử hình thành
Vào đầu thế kỷ XVI, ông Tiền Khâm sai Cai đội Nguyễn Xuân Tịnh phụng chỉ các chúa Nguyễn thực hiện cuộc di dân mở rộng đất đai về phía Nam, đưa dân vào vùng Phước Đa lập làng dựng ấp. Thời ấy, vùng đồng bằng này sơ khai và nhỏ hẹp, biển ăn sâu vào đất liền. Đất đai nhiều nơi sình lầy, chua mặn, ngập úng quanh năm.
Thời vua Gia Long tới vua Tự Đức, Phước Đa (phường Ninh Đa ngày nay) có tên là Phước Toàn Phụ Lũy xã. Địa giới hành chính được xác định: Phía Đông giáp Mỹ An Đông (nay là Mỹ Lệ); phía Tây giáp Quang Đông (nay là xã Ninh Đông), phía Nam giáp Thanh Châu (nay là phường Ninh Giang).
Năm 1930 đến năm 1931, chính quyền thực dân Pháp sát nhập huyện Tân Định và 3 tổng của huyện Quảng Phước cũ là tổng Phước Khiêm, Phước Hà Nội, Phước Hà Ngoại. Ninh Đa lúc bấy giờ thuộc tổng Phước Khiêm (gồm các làng thuộc xã Ninh Đa và xã Ninh Đông ngày nay).
Sau Khởi nghĩa tháng Tám năm 1945, đầu năm 1946, chính quyền cách mạng nhập nhiều làng nhỏ thành xã, làng được đổi thành thôn. Địa bàn Ninh Đa lúc này thuộc xã Tiến Thắng gồm 4 thôn của làng Phước Đa (thôn Phước Đa 1, thôn Phước Đa 2, thôn Phước Đa 3 và thôn Phước Đa 4) và xã Việt Hưng (gồm các thôn Phú Diêm, thôn Hà Thanh, thôn Mỹ Lệ, thôn Tân Kiều, thôn Vạn Thiện, thôn Phước Sơn, thôn Chánh Thanh, thôn Sơn Định). Sau một thời gian, xã Việt Hưng đổi tên thành xã Bình Hòa.
Cuối năm 1949, các xã Liên An, xã Tiến Thắng, xã Hiệp Mỹ và xã Bình Hòa được nhập chung lại thành xã Hòa Nghĩa. Địa giới hành chính xã Hòa Nghĩa được xác định từ phía tây núi Hòn Hèo đến bờ tả sông Đá Bàn và giáp với thị trấn Ninh Hòa (nay thuộc các xã Ninh Phú, xã Ninh Đông và phường Ninh Đa).
Đầu năm 1955, Chính quyền Ngô Đình Diệm sắp xếp lại các đơn vị hành chính, đặt tên là xã Ninh Đa. Tên Ninh Đa tồn tại cho đến ngày nay.
Sau năm 1975, xã Ninh Đa có 10 thôn gồm thôn Phú Diêm, thôn Mỹ Lệ, thôn Vạn Thiện, thôn Phước Sơn, thôn Tân Kiều, thôn Hà Thanh, thôn Phước Đa 1, thôn Phước Đa 2, thôn Phước Đa 3 và thôn Phước Đa 4.
Năm 1979, toàn bộ thôn Phước Đa 1, một phần của thôn Phước Đa 2 và một phần của thôn Phước Đa 4 được chuyển về Thị trấn Ninh Hòa (nay là phường Ninh Hiệp)
Theo Quyết định của Ủy ban nhân dân tỉnh Khánh Hòa, từ ngày 1 tháng 6 năm 2001, xã Ninh Đa có 09 thôn gồm: Thôn Phước Đa 1, thôn Phước Đa 2, thôn Phước Đa 3, thôn Hà Thanh, thôn Vạn Thiện, thôn Phước Sơn, thôn Tân Kiều, thôn Phú Diêm, thôn Mỹ Lệ với 44 tổ dân cư. Trong đó, có 06 thôn nằm dọc Quốc lộ 1 và một số thôn nằm trải dài về hướng Đông sát chân núi Hòn Hèo.
Ngày 25 tháng 10 năm 2010, Chính phủ Việt Nam ban hành Nghị quyết 41/NQ-CP về việc thành lập thị xã Ninh Hòa và thành lập các phường thuộc thị xã Ninh Hòa, tỉnh Khánh Hòa. Từ đó, xã Ninh Đa được nâng cấp thành phường, tuy nhiên vẫn mang nét đặc trưng nông thôn nằm ven đô thị.

## Di tích lịch sử

### Núi Ổ Gà (núi Đồng Dài)
Núi Ổ Gà là ranh giới giữa tổ dân phố Phước Đa (phường Ninh Đa) và thôn Quang Đông (xã Ninh Đông) là ngọn núi thấp (khoảng 400 mét), hình vòng cung chạy từ hướng tây bắc đến hướng đông nam, phần bụng thuộc tổ dân phố Phước Đa, phần lưng thuộc tổ dân phố Hà Thanh, rộng hơn 2 km, dài khoảng 6 km, đầu là một cái đồi (trông giống như cái bánh ít) nơi Đèo Bánh Ít vượt qua chân đồi. Gọi là núi Ổ Gà vì có rất nhiều gà rừng.
Đây là nơi ghi dấu sự kiện lần đầu tiên lá cờ búa liềm của Đảng Cộng sản Việt Nam xuất hiện ở Ninh Hòa.

### Đèo Bánh Ít (đèo Hà Thanh)

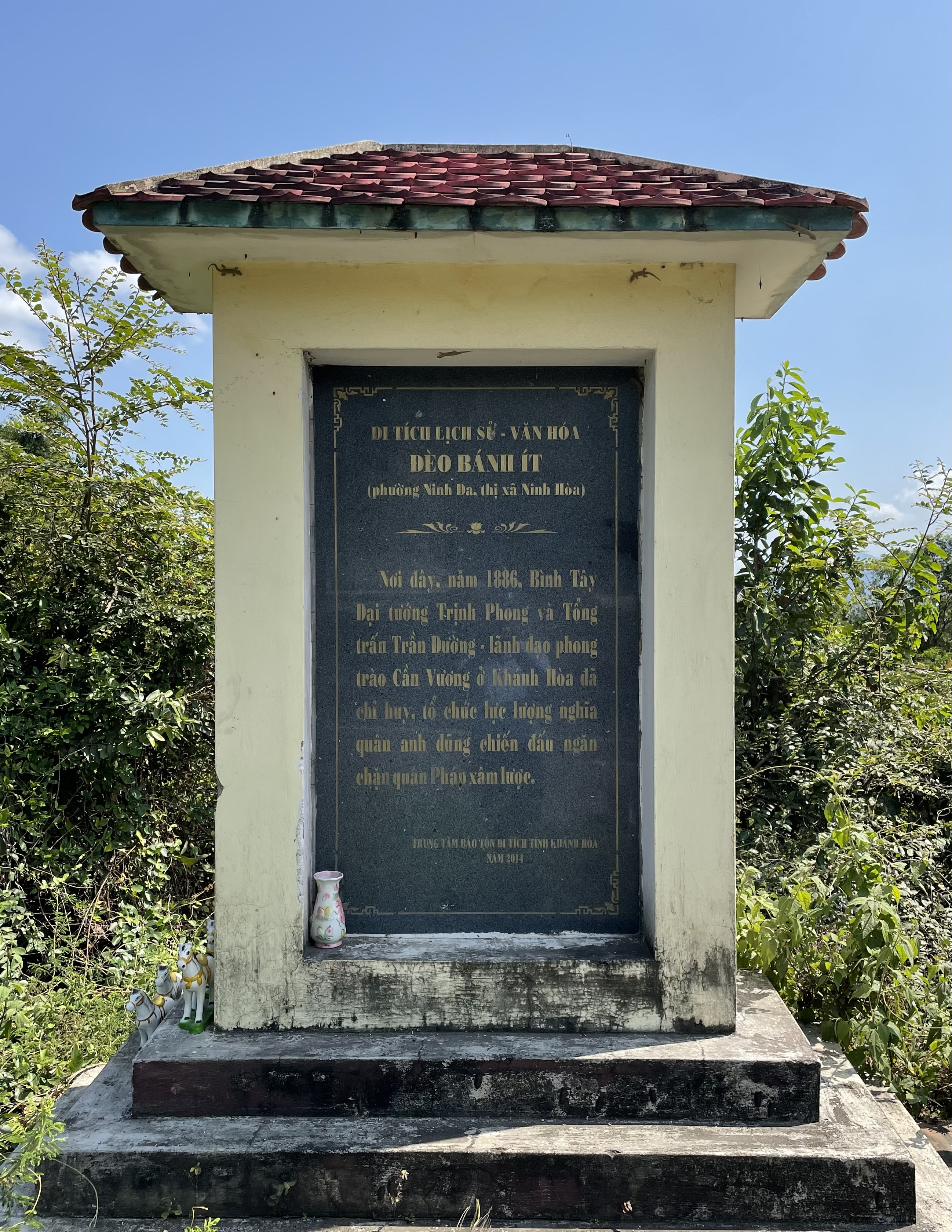
Bia di tích lịch sử đèo Bánh Ít

Đèo Bánh Ít là ranh giới giữa 2 tổ dân phố Vạn Thiện và Hà Thanh. Năm 1886, đây là nơi diễn ra các trận chiến giữa quân Bình Tây và chính quyền thực dân Pháp. Hiện nay, tại tổ dân phố Hà Thanh 1 có bia di tích lịch sử - văn hóa đèo Bánh Ít.

### Đình Vạn Thiện
Đình Vạn Thiện tọa lạc tại tổ dân phố Vạn Thiện. Đình Vạn Thiện là nơi thờ Thành Hoàng, Hậu Thổ và các vị Tiền hiền. Trước đây, đình Vạn Thiện mỗi năm cúng 02 lần vào dịp Xuân kỳ (tháng Giêng hoặc tháng 2 Âm lịch) và Thu tế (tháng 9 hoặc tháng 10 Âm lịch), tuy nhiên sau năm 1975, người dân chỉ cúng 01 lần trong năm, gọi là lễ Xuân Thu hiệp nhất. Ngoài ra, vào ngày 12/8 Âm lịch hàng năm, đình tổ chức cúng giỗ Tiền hiền của làng.
Ngày 20 tháng 11 năm 2009, Ủy ban nhân dân tỉnh Khánh Hòa ban hành Quyết định số 2995/QĐ-UBND về việc xếp hạng đình Vạn Thiện là di tích lịch sử – văn hóa cấp tỉnh.

#### Lịch sử hình thành
Tuy năm khởi dựng chính xác không ai nhớ rõ nhưng căn cứ vào hoa văn chạm trổ trên các chi tiết gỗ và hoành phi treo tại điện thờ chính "Duy Tân tam niên... khởi tạo" là cơ sở để xác định đình Vạn Thiện được khởi dựng vào khoảng năm 1909. Theo lời kể của người dân địa phương, đình có một đạo sắc phong triều Nguyễn ban tặng, tuy nhiên đã bị mất vào năm 1955.
Từ khi xây dựng đến nay, đình Vạn Thiện được trùng tu vào các năm: 1936, 1956, 1991.

#### Kiến trúc
Đình Vạn Thiện có diện tích 1.128 m² quay về hướng Nam với bố cục lần lượt: Trụ cờ, án phong, điện thờ chính, miếu Hậu Thổ.
Điện thờ chính có kết cấu hoàn toàn là khung gỗ gồm 04 cột cái và 12 cột quân. Bên trên khung cửa ra vào của điện thờ chính là một số hoa văn và hồi văn trang trí. Bệ đỡ các bàn thờ được vẽ phong cảnh thiên nhiên, chim phượng, tuần lộc, hoa sen. Các cột được sử dụng hình dơi cách điệu, các bệ hình vuông đỡ cột trốn được chạm trổ bát quái. Hệ thống kiến trúc gỗ này đến nay vẫn còn nguyên vẹn.

### Miếu Hội đồng
Miếu Hội Đồng tọa lạc tại tổ dân phố Phước Đa 2. Tên gọi "miếu Hội Đồng" bắt nguồn từ việc tập hợp 7 ngôi miếu nhỏ của làng lại thành một ngôi miếu thờ chung các vị Thiên Y A Na, Công chúa Quý, Hoàng tử Trí, Thành hoàng, Công chúa Hồng Nương, Tiền Hiền (ông Nguyễn Xuân Tịnh), Thổ công, Ngũ hành.
Hằng năm, miếu Hội Đồng tổ chức cúng 02 lần vào dịp Xuân kỳ (ngày 8 tháng 3 Âm lịch) đồng thời là lễ vía Thánh Mẫu Thiên Y A Na và lễ Thu tế (tháng 8 Âm lịch). Trong lễ hội đôi khi có hát Bội và múa lân.
Ngày 18 tháng 11 năm 2008, Ủy ban nhân dân tỉnh Khánh Hòa ban hành Quyết định số 2854/QĐ-UBND về việc xếp hạng miếu Hội Đồng là di tích lịch sử – văn hóa cấp tỉnh.

#### Lịch sử hình thành
Căn cứ vào đạo sắc phong năm Duy Tân thứ 3 (năm 1909) được lưu giữ, có thể xác định niên đại khởi dựng miếu Hội Đồng là khoảng cuối thế kỷ XIX. Ngoài ra, miếu Hội Đồng còn giữ 01 đạo sắc phong do vua Khải Định ban tặng năm 1924 cùng ba đạo sắc phong khác đã bị hư hỏng theo thời gian.
Miếu Hội Đồng đã trải qua các lần trùng tu vào các năm 1988, 2002 và 2007.

#### Kiến trúc
Miếu Hội Đồng có diện tích 3.768 m² quay về hướng Nam với bố cục mặt bằng tổng thể lần lượt: Nghi môn, án phong, miếu Thú Trung Vương, điện thờ chính, nhà Tiền hiền.
Điện thờ chính của miếu Hội Đồng có kết cấu hoàn toàn là khung gỗ. Tường điện thờ chính được vẽ phong cảnh làng quê, gà, cá, tuần lộc, hổ, chim phượng, rồng, ngựa,...

### Mộ phần thượng thư Nguyễn Xuân Thục
Phần mộ Thượng thư Nguyễn Xuân Thục tọa lạc trong khuôn viên đất nhà từ đường, tổ dân phố Phước Đa 2. Hiện nay, nhà Từ đường là nơi phụng thờ cụ Thượng thư và mẹ ông, đồng thời lưu giữ 23 chiếu chỉ các triều vua Nguyễn ban cho bao gồm: 05 chiếu chỉ vua Gia Long và 18 chiếu chỉ vua Minh Mạng. Hàng năm vào ngày 26 tháng 5 Âm lịch, gia đình tổ chức lễ giỗ Thượng thư Nguyễn Xuân Thục.
Ngày 19 tháng 3 năm 2008, Ủy ban nhân dân tỉnh Khánh Hòa ban hành Quyết định số 703/QĐ-UBND về việc xếp hạng Phần mộ – Từ đường Thượng thư Nguyễn Xuân Thục là di tích lịch sử – văn hóa cấp tỉnh.

#### Kiến trúc
Mộ phần của Thượng thư Nguyễn Xuân Thục có diện tích 57,75 m² quay về hướng Đông với bố cục lần lượt: Án phong, huyệt mộ. Huyệt mộ mô tả hình dáng một con voi đang quỳ cùng các đường nét hoa văn uốn lượn theo.
Cách mộ phần ông Nguyễn Xuân Thục khoảng 100 mét về phía đông là mộ phần của bà Trần Thị Đường (mẹ ông Nguyễn Xuân Thục). Phần mộ có khá nhỏ và bị cỏ cây che lấp theo thời gian.

### Các Di tích lịch sử khác
Trên địa bàn phường Ninh Đa còn có 2 cơ sở thờ tự Phật Giáo được xây dựng từ thời Hậu Lê:
- Chùa Vạn Phước khởi dựng từ thời vua Cảnh Hưng cũng có nơi nói khởi dựng thời vua Tự Đức[16], không xác định được năm xây dựng, thuộc tổ dân phố Hà Thanh 1.[17]
- Chùa Linh Quang khởi dựng năm 1796 từ thời vua Lê Chiêu Thống, thuộc tổ dân phố Phước Sơn.[18]